# Сырец (Киев)
Сыре́ц (укр. Сирець) — историческая местность в Шевченковском районе города Киева.
Расположен между железной дорогой Северного киевского полукольца, Тираспольской улицей, началом улиц Тагильской, Верболозной и Петропавловской, улицами Оранжерейной, Дегтярёвской, Кузьминской и Новоукраинской. Прилегает к местностям Бабий яр, Беличье Поле, Куреневка, Лукьяновка и Нивки. Основные магистрали Сырца — улицы Академика Щусева и Елены Телиги. В 2004 году на Сырце открыта одноимённая станция метро.

## Название
Своё название местность получила от реки Сырец, впадающей в Днепр. Река начинается возле станции метро «Святошин» и имеет левобережный приток Куриный Брод, расположенный на Куреневке. Длина Сырца — 9 километров, большая часть бассейна реки прорезана глубокими ярами, а нижняя часть её русла пролегает по равнинной Оболони. Многочисленные источники возле Сырца в свое время были известны своей вкусной водой. В старину на реке было несколько водяных мельниц.

## История
Современное название территории впервые встречается в 1239 году в грамоте князя Романа Галицкого, который пожаловал эти земли Киево-Печерской лавре. В летописи 1381 года фигурирует в качестве села, которое князь Владимир Ольгердович подарил (дача) Доминиканскому монастырю. Упоминался также как Сирец или Серец. С 1661 года Сырец являлся предместьем Киева и находился во владении киевского магистрата. На протяжении XVII—XIX веков Сырец застраивался небольшими хуторами вдоль реки. В состав Киева Сырец вошёл в 1799 году. В 1840-е годы на территории Сырца размещались военные лагеря на так называемом Сырецком поле, которые дали названия местным улицам Лагерной и Тираспольской (от Тираспольского полка), позже здесь находился военный аэродром, где впервые в мире была выполнена «Петля Нестерова» («Мёртвая петля»).
Во время немецкой оккупации Киева с 1942 по 1943 год на Сырце действовал Сырецкий концентрационный лагерь, в котором содержались советские военнопленные и враги нацистского режима. Общая численность погибших в концлагере составила около 25 тысяч человек.
С 1959 года велось строительство жилого массива площадью более 75 га. Преимущественно 5-этажная застройка расположена в меридиональном направлении. Квартиры имеют хорошую инсоляцию, защищены от транспортного шума озелененными полосами шириной до 20 м. Четкая архитектурно-планировочная композиция подчеркивается расположением отдельных 9 — 16-этажных зданий на повышенных участках.

## Парки, здания и сооружения
В центре Сырца между Парково-Сырецкой улицей и железной дорогой расположен Сырецкий парк с детской железной дорогой. Парк был заложен в 1953 году. Территория парка — около 30 гектаров.
Неподалёку от детской железной дороги сооружён Киевский телевизионный центр. Также на территории Сырца находятся дендропарк и Сырецкая роща, которые являются памятниками садово-паркового искусства общегосударственного значения.

### Детская железная дорога
В Сырецком парке расположена детская железная дорога (ширина колеи 750 мм).

### Сырецкий дендропарк
Топоним «Сырец» послужил названием Сырецкому дендропарку, расположенному между улицами Котовского и Тираспольской.

### Учебные заведения
В районе расположены следующие школы:
- Школа № 199
- Школа № 169
- Школа № 28
- Школа № 97
- школа № 24 (построенная по проекту архитектора И. Каракиса).
- Школа № 19 (санаторная школа-интернат)